# Margaret Macdonald Mackintosh
Margaret Macdonald Mackintosh (Tipton, 1864. november 5. vagy 1865 – London, 1933. január 7.) skóciai iparművész, alkotásai a glasgow-i iskola jellegzetes Arts and Crafts műveiként ismertek.

## Fontosabb alkotásai

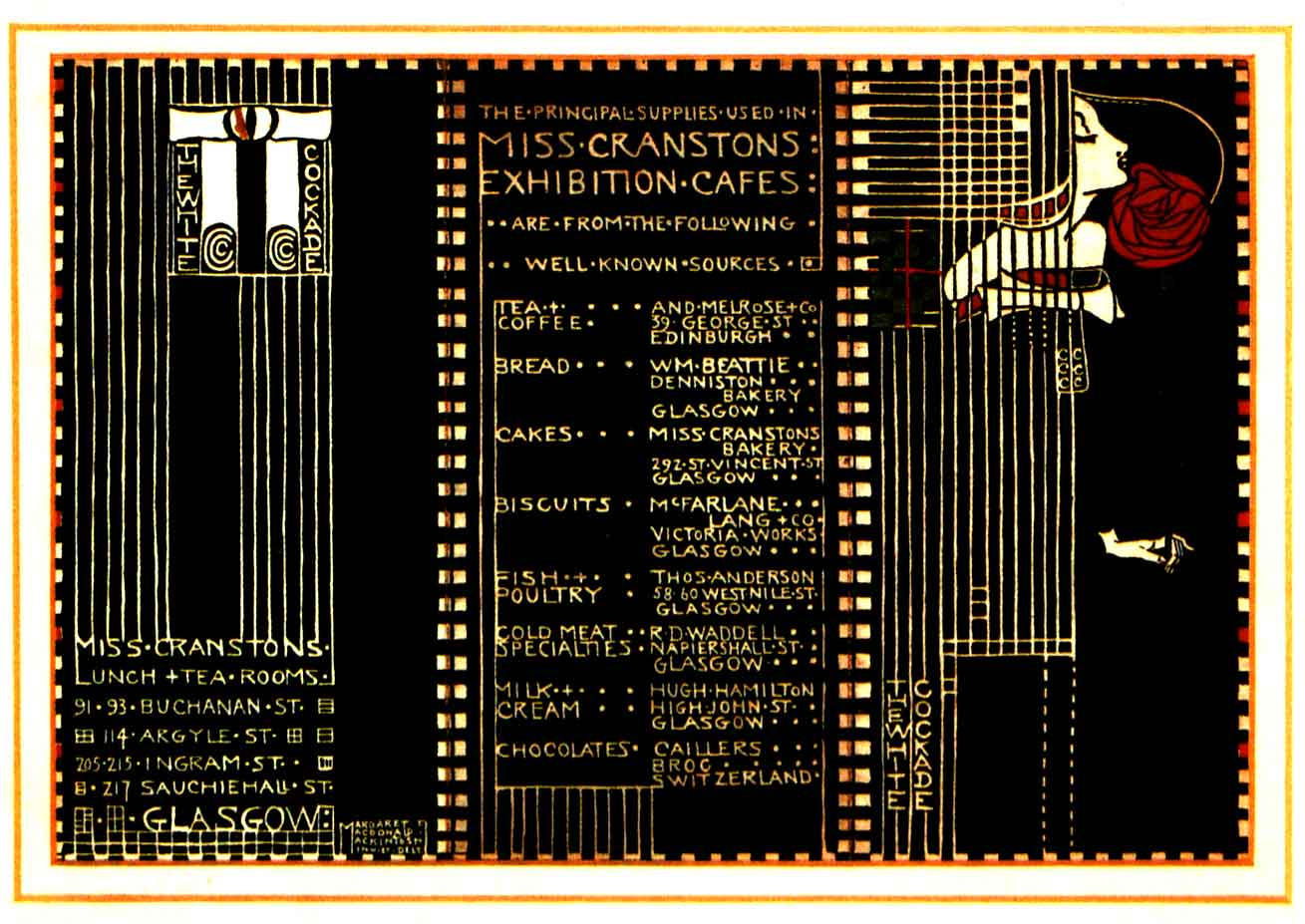
M. M. Mackintosh: Cranston-café lapja

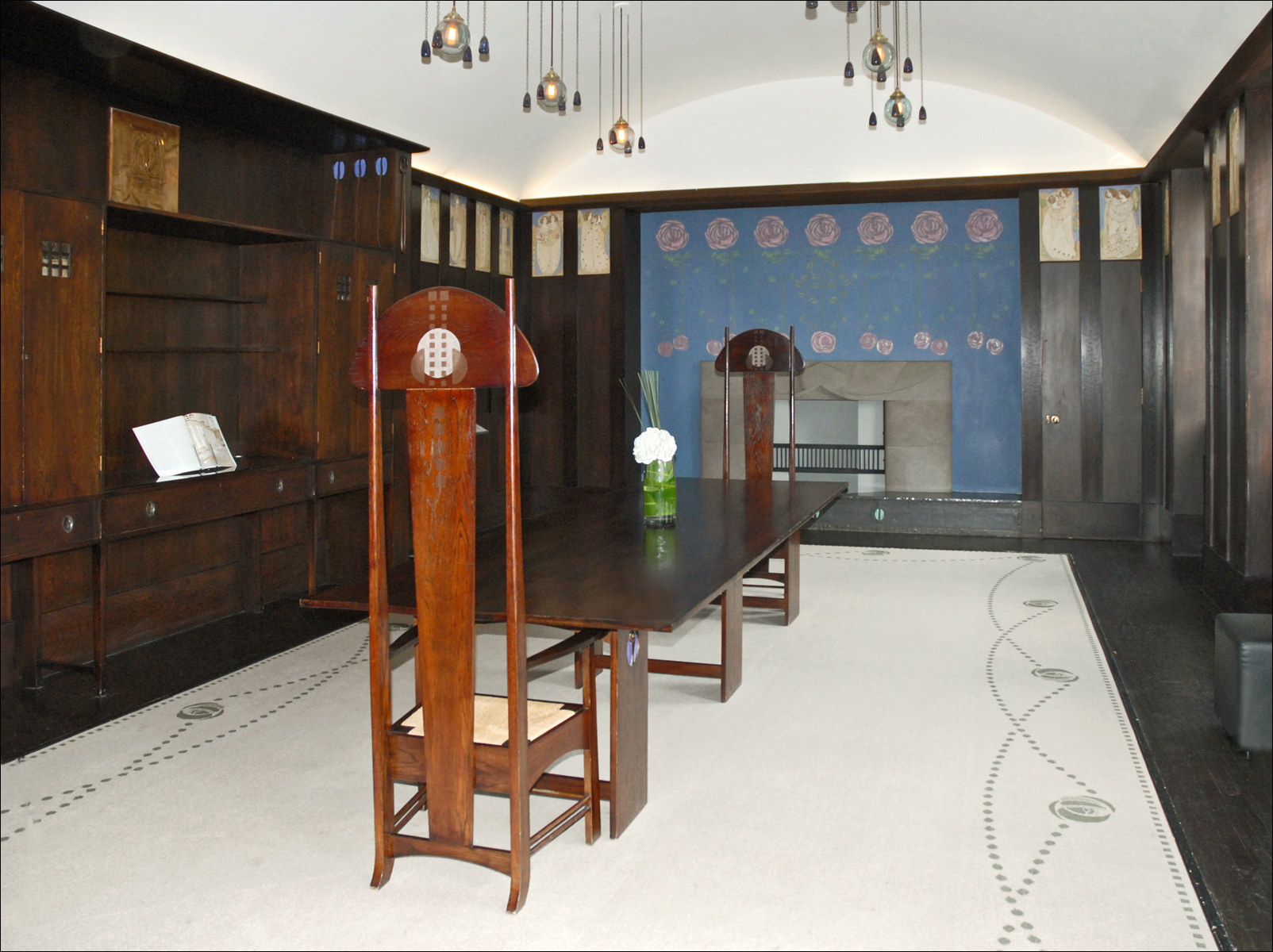
Glasgow: La salle à manger (ebédlő)

1. ↑  The Fine Art Archive. (Hozzáférés: 2021. április 1.)
2. 1 2 3  https://www.workwithdata.com/person/margaret-macdonald-1865
3. ↑  Library of Congress Authorities (angol nyelven). Kongresszusi Könyvtár. (Hozzáférés: 2020. február 18.)